# الوطنية لإنتاج وتعبئة المياه الطبيعية
الشركة الوطنية لإنتاج وتعبئة المياه الطبيعية أو صافي هي إحدى الشركات التابعة لـ"جهاز مشروعات الخدمة الوطنية للقوات المسلحة"، التابع بدوره لوزارة الدفاع المصرية، تقوم الشركة بإنتاج وتعبئة المياه الطبيعية في عبوات سعات مختلفة وإنتاج وتعبئة زيت الزيتون البكر الممتاز خالي من الحموضة.